# Planorbarius corneus
Planorbarius corneus е вид охлюв от семейство Planorbidae. Видът не е застрашен от изчезване.

## Разпространение и местообитание
Разпространен е в Австрия, Азербайджан (Нахичеван), Албания, Армения (Нагорни Карабах), Белгия, Босна и Херцеговина, България, Великобритания (Северна Ирландия), Германия, Гърнси, Гърция, Дания, Джърси, Естония, Иран, Ирландия, Испания (Канарски острови), Италия, Казахстан, Латвия, Литва, Лихтенщайн, Люксембург, Ман, Нидерландия, Норвегия, Полша, Португалия (Азорски острови и Мадейра), Северна Македония, Румъния, Русия (Европейска част на Русия и Калининград), Словакия, Словения, Сърбия (Косово), Туркменистан, Турция, Узбекистан, Украйна (Крим), Унгария, Финландия, Франция, Хърватия, Черна гора, Чехия, Швейцария и Швеция.
Обитава сладководни басейни, морета и реки.